# Райън Филипи
Матю Райън Филипи (на английски: Matthew Ryan Phillippe) е американски актьор. След като изиграва ролята на Били Дъглас в сапунения сериал One Life to Live, той добива известност към края на 1990-те години, участвайки във филмите Знам какво направи миналото лято (1997), Студио 54 (1998) и Секс игри (1999). В началото на 21 век се появява в няколко филма, включително Госфорд парк (2001), Сблъсъци (2004), Знамената на бащите ни (2006), Пробив (2007), Невъзможно завръщане (2008), MacGruber (2010) и Адвокатът с Линкълна.
Филипи има три сестри и има френски корени.